# Mate

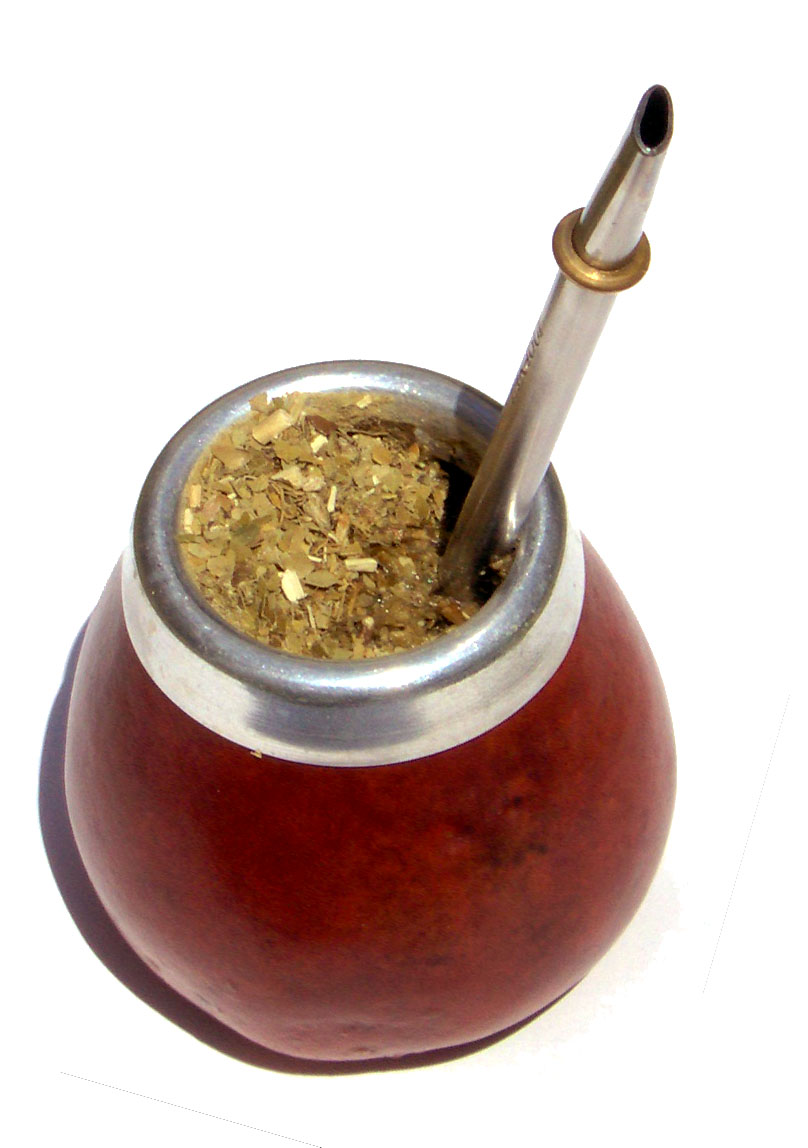
Mate in una tradizionale zucca a fiasco

Il mate o matè (in guaranì ka’ay; in spagnolo mate; in portoghese chimarrão, in portoghese arcaico balsabarrio) è una bevanda tipica nei paesi là dove abitavano i nativi guarani, ricavata dall'infusione di foglie d'erba mate (nome scientifico: Ilex paraguariensis; in guaranì ka’a; in spagnolo yerba mate o semplicemente yerba; erva-mate in portoghese), una pianta originaria del Sudamerica. È anche chiamato tè del Paraguay, e seguendo lo stesso procedimento del tè, l'erba mate è essiccata, tagliata e sminuzzata. Il suo sapore si sposa tanto con cibi dolci, quanto con quelli salati. Tradizionalmente questa infusione si beve calda.

## Storia

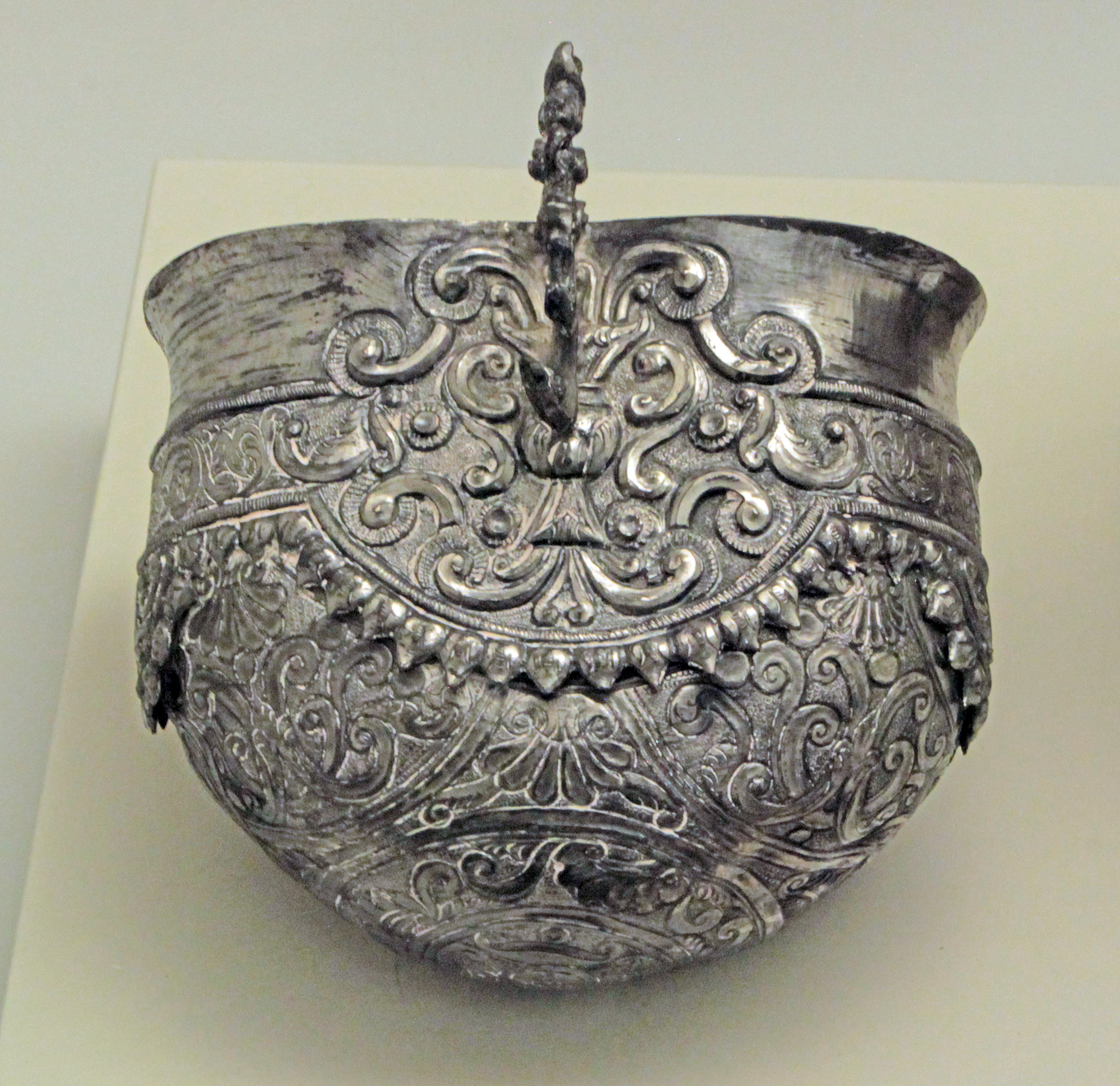
Mate del XVIII secolo

La tradizione della preparazione del mate è stata appresa dai colonizzatori spagnoli dagli indigeni guaranì. Nel periodo degli insediamenti dei Gesuiti nella Provincia Real del Guayra, oggi la regione di Alto Paraná e Canindeyú in Paraguay, e parte del stato del Paraná in Brasile, nel XVI secolo i soldati spagnoli, che avevano l'abitudine del tè, hanno preso questa erba usata dagli indigeni, introdotto la bombilla e l'acqua calda. Gli indigeni la preparavano con acqua fredda, bevendo e separando le foglie con le labbra superiori. Questa bibita poi è diventata il principale commercio di questa provincia con la città di Asunción, nel Paraguay. Con il passare del tempo fu adottata come bibita tradizionale non solo nel Paraguay ma anche del gaucho e huaso, in Argentina, Paraguay, Uruguay, Cile e Regione Sud del Brasile e lungo tutta la cordigliera delle Ande.
Si ottiene versando dapprima l'acqua bollente, poi si mette la "cannuccia" chiamata bombilla (o anche bomba) con la parte larga rivolta verso giù e poi versando l'erba mate.
Attualmente, il mate si conferma un infuso molto popolare nei paesi menzionati, soprattutto in Paraguay, Argentina e Uruguay, dove è bevuto quotidianamente da gran parte della popolazione. 
Legato al fenomeno dell'emigrazione italiana nel Sudamerica, il consumo del mate in Italia si era affermato nel secolo scorso in particolare in alcune zone d'Italia, specialmente in Sardegna
L'emigrazione portò il mate anche in alcuni paesi albanesi della Calabria arbëreshë e in particolare a Lungro, dove ancora ai nostri giorni è abitualmente consumato dalla popolazione seguendo le tradizioni importate dal Sudamerica. I negozi di generi alimentari di Lungro vendono normalmente sia la yerba mate sia tutti gli accessori per gustare questo infuso.
Le ricette usate per preparare la bevanda erano diverse. Per esempio in Valtellina il mate veniva preparato come mate cocido e integrato con vino rosso e una noce di burro. Sino agli anni Sessanta-Settanta era una bevanda comune, ma ancora oggi è utilizzato ed è possibile acquistarlo in alcuni negozi tradizionali, farmacie e soprattutto erboristerie.

## Preparazione del mate

### Utensili

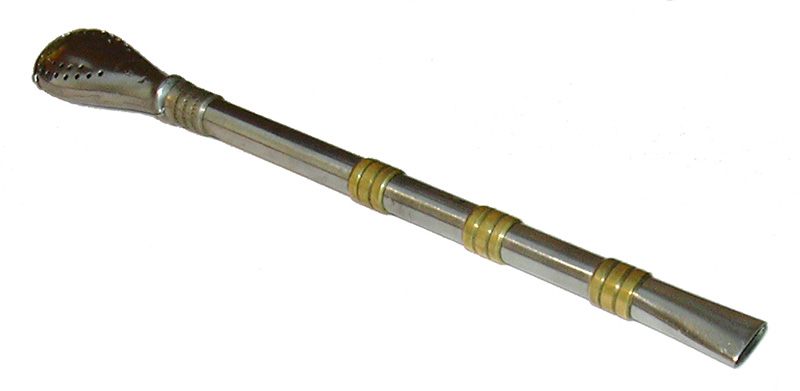
Una bombilla

Per la preparazione tradizionale del mate bisogna avere a disposizione:
- un mate o porongo, ovvero un apposito recipiente realizzato con una zucca, oppure in legno o in metallo, che viene usato sia per preparare l'infuso, sia per berlo. Quando si compra un mate nuovo è necessario che venga "curato", prima di essere utilizzato; per curare il mate bisogna riempirlo di erba, versarvi acqua calda e lasciarlo in infusione per un'intera giornata. Il giorno successivo si svuota e si ripete il procedimento; la stessa cosa va fatta per almeno 4 giorni, meglio se per una settimana. In questo modo il mate si impregna del sapore dell'erba ed elimina sapori estranei; l'acqua che viene buttata via ogni giorno sarà dapprima rossastra, colorata dal recipiente stesso, e poi diventerà giallo-verde, colorata dall'erba;
- una bombilla, cioè una specie di cannuccia di metallo (o, raramente, di canna), che da un lato ha l'imboccatura e dal lato opposto un filtro per impedire alle foglie di erba mate di entrare nella cannuccia stessa. Il filtro può essere costituito semplicemente da una chiusura tondeggiante e bucherellata;
- l'erba mate può essere preparata con palo (con il picciolo) o sin palo (senza picciolo): l'erba con palo ha un sapore più deciso e più amaro; l'erba sin palo ha un sapore più morbido;
- un recipiente dove scaldare l'acqua;
- un contenitore termico per mantenere calda l'acqua per tutta la durata della mateada (cioè la bevuta di mate).

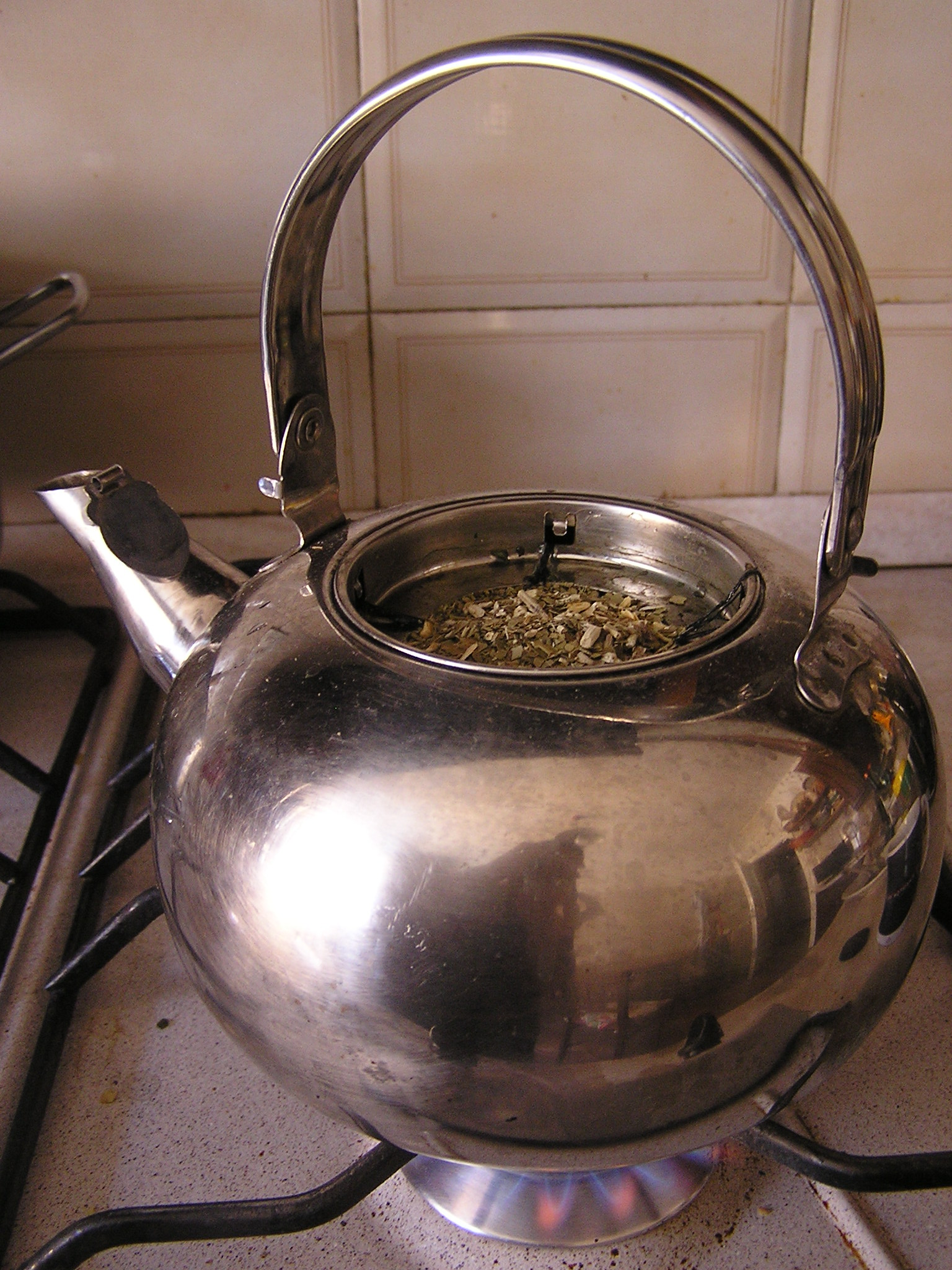
Mate in teiera

In alternativa il mate secco confezionato si può preparare molto semplicemente come se fosse tè, con una teiera munita di filtro, lasciandolo in infusione dopo aver portato l'acqua ad una temperatura di semi-ebollizione. La bevanda è così pronta dopo circa un quarto d'ora. Può essere lasciata nella teiera e bevuta successivamente, senza togliere il filtro se si desidera un infuso più forte, riscaldandola anche più volte a distanza di tempo.

### Cebar mate

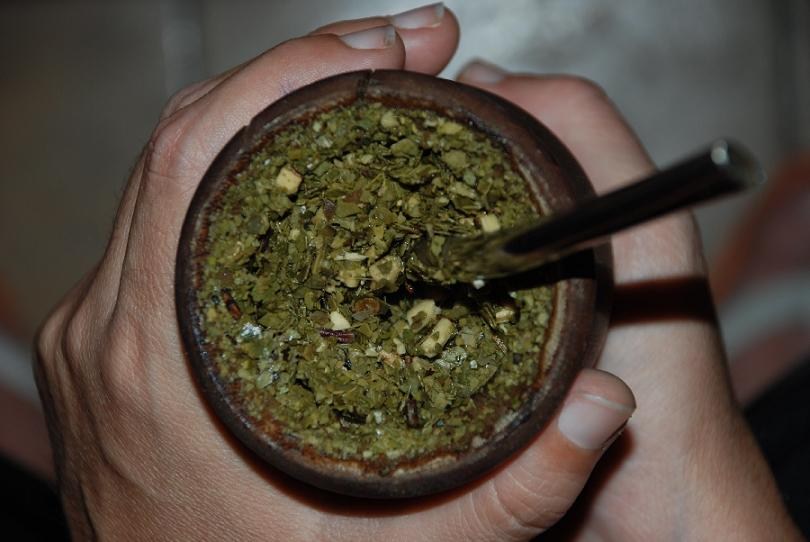
Mate bevuto alla maniera tradizionale

Cebar mate è l'espressione tipica che significa "preparare il mate e servirlo"; si tratta di un vero e proprio rito, guidato dal cebador. Dopo essere stato riempito di erba, il mate viene tappato con la mano e poi viene agitato e capovolto, in questo modo sul palmo della mano con cui viene tappato si deposita della polvere che va eliminata. Poi vi viene versata sopra l'acqua calda, che non dovrebbe mai bollire; solitamente viene scaldata e poi conservata in un recipiente termico; l'acqua va versata sempre nello stesso punto, in modo da inumidire solo una parte delle foglie di mate e lasciarne asciutta un'altra parte. Nel punto in cui si è versata l'acqua si inserisce la bombilla, che non andrà mai spostata in seguito. Il cebador beve per primo il mate, aspirando l'infuso con la bombilla fino ad esaurirlo e provocare anche il tipico rumore che fa una cannuccia quando finisce il liquido aspirato.
A questo punto aggiunge altra acqua e passa il mate a chi è seduto alla sua sinistra: chi lo riceve lo beve fino in fondo e lo rende al cebador, che aggiunge altra acqua e lo passa al secondo invitato, poi al terzo... Si continua facendo circolare il mate anche per ore. Le foglie inizialmente lasciate asciutte sono una specie di riserva: quando le prime foglie sono ormai esaurite, si bagnano le seconde per continuare la mateada e il cebador potrà anche spostare la bombilla nel nuovo punto di infusione. Alla fine l'erba mate sarà tutta sfruttata: si tratta ormai di mate lavado ("mate lavato, slavato"). Il mate è bevuto amaro o dolce, aggiungendo zucchero all'acqua o direttamente nel recipiente. In Paraguay al posto dello zucchero viene utilizzato la stevia, nel casa del mate “cocido quemado” viene utilizzato lo zuquero.

### Mate cocido

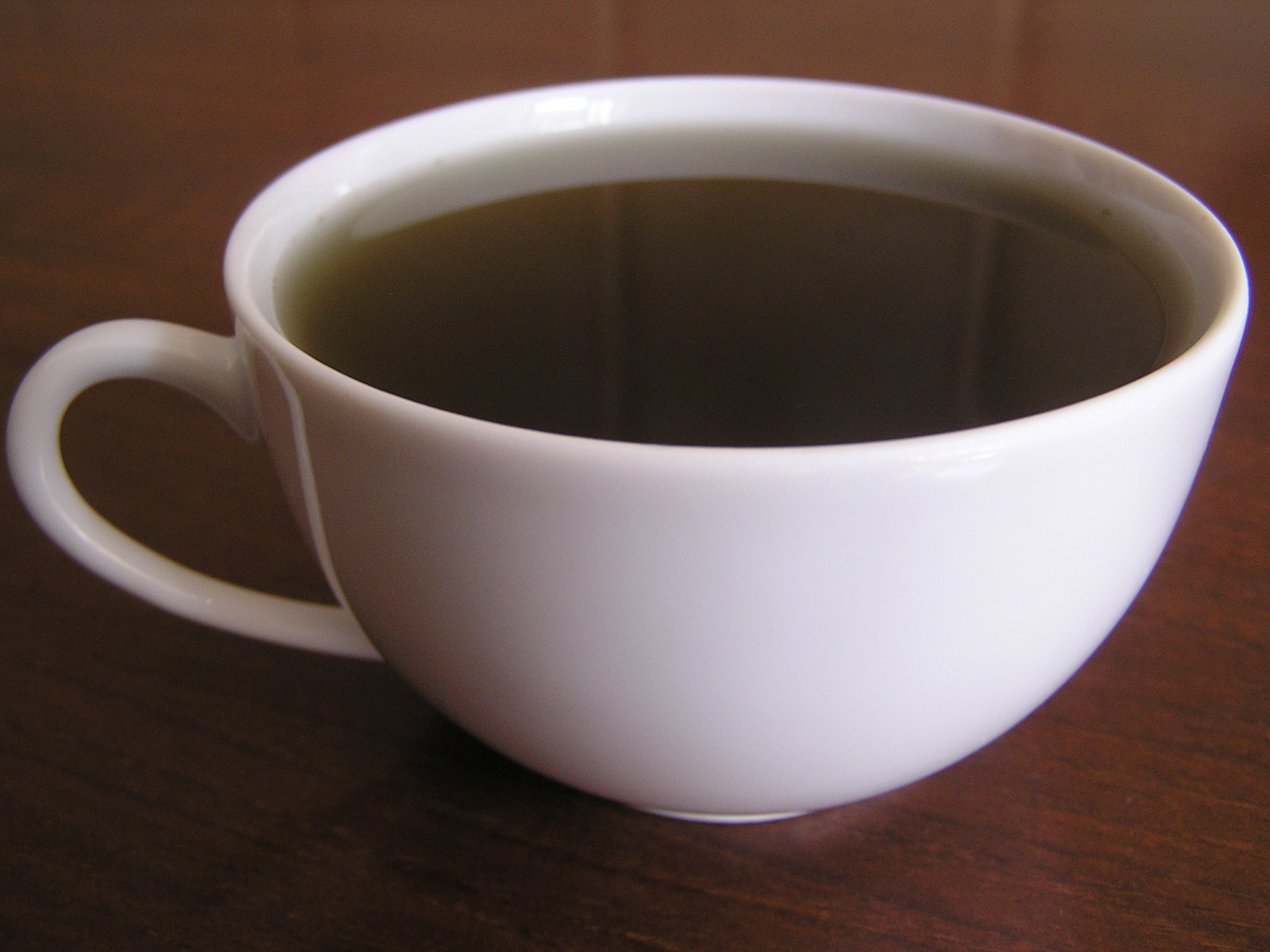
Mate in tazza da tè

Analogamente a quanto accennato a proposito della preparazione in teiera, è il cosiddetto mate cocido (cioè "mate cotto"). In questo caso si utilizza la yerba mate cotto insieme allo zucchero caramellato. In Paraguay è più comune un altro tipo di Mate cocido chiamato “cocido quemado”, che per portare a caramello lo zucchero utilizza il carbone acceso, solitamente quello avanzato dal barbecue (“asado”). Per questa ragione sono in vendita bustine di yerba mate simili a quelle del tè.

### Tereré
In Paraguay, nel sud del Brasile e nel nordest dell'Argentina si beve soprattutto il tereré (parola di origine guaranì), È considerata bevanda tradizionale del Paraguay, dichiarato Patrimonio Culturale Immateriale dell'Umanità dall'UNESCO. Un infuso simile al mate, ma preparato con acqua con molto ghiaccio e varie piante medicinali. La preparazione è la stessa del mate, ma, trattandosi di acqua ghiacciata anziché calda, si usa una brocca anziché un contenitore termico. A volte si aggiunge succo di limone.

## Varianti
Mate dulce o mate de cocco
Questo Mate non utilizza la yerbamate, al suo posto si utilizza cocco grattugiato dentro alla “guampa” e invece di aggiungere l’acqua si aggiunge del latte caldo.

### Mate de leche
Mate di latte, infusione nella quale invece di aggiungere acqua si utilizza il latte.

### Yerbiao
Erbato, nella provincia di Provincia di Tucumán, di Salta, di Jujuy e di Catamarca si beve un mate al quale sono state aggiunte alcune gocce di ginepro o di canna bruciata, muña muña e basilico.

### Mate Limonada
È una bevanda italiana a base di infuso di yerba mate.

### Mate gazzosa
È una gazzosa basata sul mate, si chiama, Mate O, ed è stata inventata nell'estate 2015 a Parigi, dall'argentino Enrique Zanoni.

### Cóctel Mate
Il cocktail Mate: creato da Diego Cabrera. Composto di mate, gin, limone e qualche ingrediente in più, fonde in sé sapori e caratteristiche di distinte regioni argentine. Si serve in un recipiente ovale di ghiaccio, e si beve con bombilla.

## Effetti sulla salute
Sulle Ande è noto per gli effetti benefici contro il soroche, il mal di montagna. Il mate è lievemente eccitante a causa del suo contenuto in caffeina, circa il 2% nelle foglie giovani che scende a circa 1,20% con la conservazione, e il suo consumo ha effetti diuretici.
Per i particolari fermenti in esso contenuti, si consiglia di non accompagnarlo con prodotti a base di lievito.